# Rancho Estelle
Pour les articles homonymes, voir Estelle.
Le Rancho Estelle est un ranch américain situé dans le comté de Brewster, au Texas. Protégé au sein du parc national de Big Bend, il est inscrit au Registre national des lieux historiques depuis le 3 septembre 1974.